# Anomala orichalcescens
Anomala orichalcescens är en skalbaggsart som beskrevs av Ohaus 1916. Anomala orichalcescens ingår i släktet Anomala och familjen Rutelidae. Inga underarter finns listade i Catalogue of Life.